# Johan Nordensvan
Johan Alopæus, adlad Nordensvan, född den 26 september 1731 i Mäntyharju prästgård, död den 22 augusti 1811 i Tavastehus, var en svensk ämbetsman.
Alopæus blev skrivare vid landskontoret i Helsingfors 1753, tillförordnad landskamrerare där 1758, regementsskrivare vid Nylands infanteriregemente 1760 och landskamrerare i Nylands och Tavastehus län 1762. Han tilldelades kollegieassessors titel och adlades 1772.